# Károly János
Károly János (Ráckeve, 1834. április 22. – Székesfehérvár, 1915. január 16.) római katolikus pap, kanonok és címzetes apát, székesfehérvári nagyprépost.

## Életútja
Polgári szülők gyermeke. A gimnáziumot Budán, Nyitrán, Selmecen és Székesfehérváron, a bölcseletet pedig a Pesti Egyetemen végezte. 1851-ben felvették a székesfejérvári püspöki egyházmegye papnövendékei közé. 1855. augusztus 5-én pappá szentelték. 1860-ban Nádasdy Lipót gróf agárdi birtokára nevezték ki adminisztrátornak, ahol hét évet töltött, mely idő alatt a grófi család levéltárának rendezésével foglalkozott. 1867-ben nagytétényi plébános lett és 1868-ban az esperesi kerület iskoláinak felügyeletével bízták meg. Ezután esperessé nevezték ki és az érdi kerület iskoláinak magyarosításában is buzgólkodott. 1885-ben székesfejérvári kanonok és a papnevelő igazgatója lett, ahol az egyházjogot és az egyháztörténelmet tanította. 1898-tól nagyprépost, 1900-1902 között káptalani helynök, 1902-től drivasztói választott püspök.
A Borromaeus egyházszónoklati folyóiratnak és a Hittudományi Folyóiratnak munkatársa.

## Művei

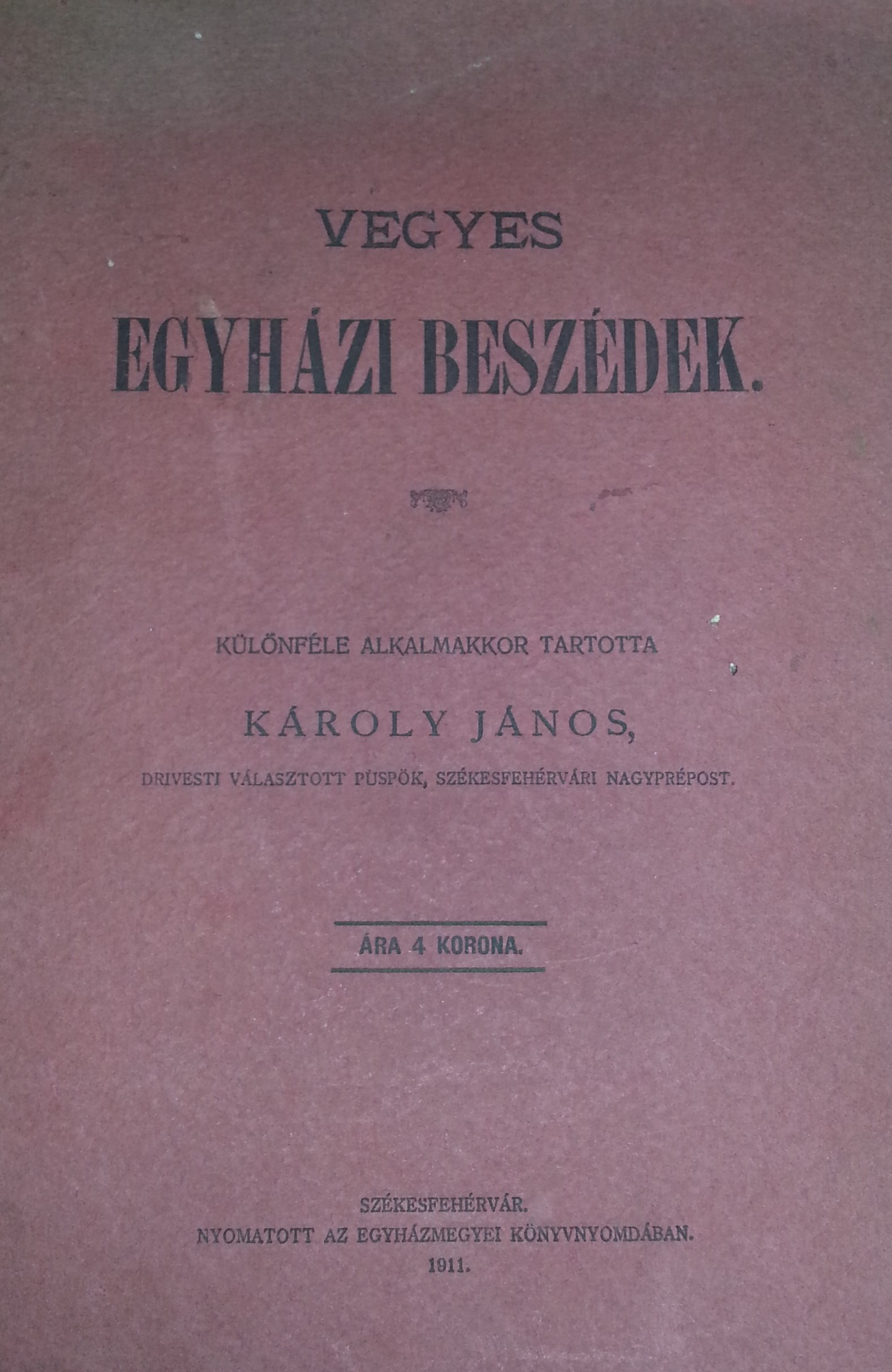
Vegyes egyházi beszédek (1911)

- Isten, haza, király. Egyházi beszéd, melyet 1875. aug. 20. a székesfejérvári püspöki templomban mondott... Budapest, 1875. (Ugyanez németül. Uo. 1876.)
- Emlékkönyv a székesfehérvári püspökmegye százados ünnepére. Székesfejérvár, 1877. (Nyirák Sándor etyeki plébánossal együtt.)
- Oklevelek Nádasdy Ferencz gróf nádasd-ladányi levéltárából. A székesfejérvári 1879. évi országos kiállítás alkalmából. Budapest, 1879. (Egy fénynyomattal.)
- Bucsú-szavaim tétényi hiveimhez. Budapest, 1885.
- Isten újja a történelemben. Egyházi beszéd, melyet 1885. évi szent István király ünnepén mondott. Székesfehérvár, 1885.
- Az egyház viszonya a theologiai tudományokhoz. Papnöveldei megnyitó beszéd. Budapest, 1885.
- Egyházi beszéd, melyet az 1886. év utolsó estéjén Budapesten a szent-Ferencziek templomában mondott. Budapest, 1887.
- A magyar nemzet vallási és nemzeti hivatásáról. Egyházi beszéd, melyet Simon János bibornok herczeg-primás meghívására 1887. Szent István király ünnepén Budapesten a helyőrségi templomban mondott. (Budapest. (2. kiadása Uo.)
- Vegyes egyházi beszédek. I. Kiadta Talabér János. I. Budapest, 1887. II. Székesfejérvár, 1890.
- Egyházi beszéd, melyet ő szentsége XIII. Leo pápa 50 éves papságának jubiláris ünnepén 1888. január 1-jén Székesfejérvárott mondott. Uo.
- Az ős keresztény irodalom monographiája. I. kötet. Bevezetés. II. k. Bpest, 1888-1890. Két kötet. (Ism. 1880: Religio I. 23. sz., Irod. Értesítő 8. sz., Egyetértés 57. sz. 1890: Irodalmi Szemle 10. szám, Nemzet 288. szám, magyar Állam 209., 210., 223. sz., Katholikus Egyházi Közlöny 19. sz. melléklete, Pesti Napló 312. sz. 1891: Hittudom. Folyóirat.)
- Elmélkedések az Úr Jézus Krisztus élete, halála és föltámadása felett, nagybőjti beszédek. Székesfejérvár, 1890.
- Szeged a Istennek. Egyházi beszéd a szegedi belvárosi templom felszentelése alkalmával. Szeged, 1890.
- A keresztény család a házasságban. Sennyey Béla báró és Nádasdy Julia grófnő esketése alkalmával mondott Budapesten. Székesfejérvár, 1890.
- Csokakő vára és várbirtokai. Uo. 1893. (Különny. a fejérm. és székesfejérvárvárosi történelmi és régészeti egylet Évkönyvéből.)
- Oklevelek alapi Salamon Vincze családi levéltárából. Uo. 1893. (Különny. ugyanazon Évkönyvből.)
- A Fejérmegyében levő plébániák összeírása 1753 és 1754-ből. Uo. 1893.
- Beszéd, melyet kéthelyi Hunyady Károly gróf és Nádasdy Irma grófnő esketése alkalmával Nádasd-Ladányban mondott 1894-ben. Uo. 1894.
- Fejérvármegye története. I. kötet, Uo. 1896.
- Vegyes egyházi beszédek. Uo., 1911.

Beszéde egy zsidó család megkeresztelésénél (Magyar Állam 1887. 87., 60. sz.)